# André Gavillet
André Gavillet, né le 25 septembre 1924 à Lausanne, est une personnalité politique suisse membre du Parti socialiste suisse. Il est décédé à Lausanne le 14 juillet 2014.

## Biographie
Après des études de lettres à Lausanne (1942-1946), il est l'auteur d'une thèse de doctorat consacrée au surréaliste Aragon (La littérature au défi: Aragon surréaliste: essai sur la fonction de la parole), présentée a l'Université de lausanne en 1957 et publiée la même année aux éditions Galley (Fribourg). Cet essai, remarqué, figure à l'inventaire de la bibliothèque privée d'André Breton.
Il mène en parallèle carrières professionnelle et politique : à Moudon tout d'abord comme enseignant de français, latin et histoire au collège secondaire (1949-1957) ainsi que fondateur de la section locale du parti socialiste et élu au Conseil communal de cette même ville (1954-1957); puis à Lausanne comme enseignant au collège (1957-1962) et au gymnase (1962-1970) du Belvédère et élu socialiste au Conseil communal (jusqu'en 1970). Le 9 mars 1970, il est élu au Conseil d'État du canton de Vaud. Il prend la tête du département des finances, qu'il dirige jusqu'en 1981, et à la tête duquel il s'efforce d'orienter la politique fiscale du canton vers une plus grande justice sociale. Au cours de ses trois mandats, il préside notamment à la construction du Centre hospitalier universitaire vaudois (CHUV), en chantier de 1971 à son inauguration en 1982, au rachat par le canton de la Maison de l'Élysée (qui accueille actuellement le musée de la photographie) et à la fondation du Service cantonal de recherche et d'information statistiques (SCRIS, actuellement STATVD).
En 1963, il crée avec des amis l'hebdomadaire indépendant de gauche Domaine public, dans lequel il ne cesse de publier jusqu'à l'année de son décès, avec à son actif une somme de plus de 1500 articles. Ce journal, devenu rapidement une référence dans la vie publique romande, confère à André Gavillet une stature d'intellectuel et de penseur politique reconnu, respecté par la gauche comme par la droite.
Il est également Professeur ad personam de littérature française à l'Université de Lausanne (1981-1986), Président du conseil d'administration de la société vaudoise des Mines et Salines de Bex, de l'association et de la fondation pro Aventico (1981-1994), administrateur puis président du Crédit foncier Vaudois (1970-1981, président dès 1975), et de la société des transports lausannois (président de 1970 à 1981).